# HR-Klasse W
Die Dampflokomotiven der Klasse W der schottischen Eisenbahngesellschaft Highland Railway (HR) wurden 1905 und 1906 nach einem Entwurf von Peter Drummond, dem Chefingenieur der HR, in den HR-eigenen Lochgorm Works in Inverness gebaut. Es entstanden insgesamt vier Stück dieser für den Einsatz auf den Nebenstrecken der HR vorgesehenen Tenderlokomotiven der Achsfolge B2’. Ihre Konstruktion baute auf der 1895 für den 4. Duke of Sutherland als private Lokomotive gebauten Dunrobin auf. 1923 kamen alle Exemplare der Klasse in den Bestand der London, Midland and Scottish Railway (LMS), in der die HR infolge des Railways Act 1921 aufgegangen war. Die LMS musterte zwei Maschinen aus, so dass 1948 noch zwei Exemplare der Klasse im Zuge der Verstaatlichung der britischen Eisenbahngesellschaften zu British Railways (BR). Die letzten beiden Maschinen wurden schließlich 1956 und 1957 abgestellt und anschließend verschrottet.

## Geschichte
Nach dem Bau ihrer Hauptstrecken ergänzte die Highland Railway ihr Netz durch diverse Zweigstrecken. 1902 und 1903 übernahm sie zudem den Betrieb zweier nach dem Light Railways Act von lokalen Gesellschaften gebauten Strecken, der Dornoch Light Railway und der Wick and Lybster Light Railway. Hierfür benötigte sie passende Lokomotiven mit geringen Achslasten. Peter Drummond, der seit 1896 Locomotive Superintendent der HR war, entwarf dafür auf Basis der 1895 als private Lokomotive für den eisenbahnbegeisterten 4. Duke of Sutherland gebauten Dunrobin eine kleine Tenderlokomotive mit der Achsfolge B2’, einer bei britischen Bahngesellschaften für den Einsatz vor Vorortzügen und auf Nebenstrecken zu dieser Zeit recht beliebten Achsfolge.
Alle vier beschafften Exemplare entstanden in Inverness in den eigenen Werkstätten der Highland Railway, den Lochgorm Works. Die letzte, im Februar 1906 ausgelieferte Maschine war zugleich die letzte dort gebaute Lokomotive. Künftige Beschaffungen bis zum Ende ihrer Existenz gab die HR seitdem ausschließlich bei diversen britischen Lokomotivfabriken in Auftrag.
Die Highland Railway gab neuen Lokomotiven in der Regel Nummern zuvor ausgemusterte Maschinen. Die vier Exemplare der Klasse W erhielten daher die Nummern 25, 40, 45 und 46. Zwei Lokomotiven bekamen zudem Namen, die Lokomotive 25 Strathpeffer und die Lokomotive 40 Gordon Lennox. Eingesetzt wurden die Lokomotiven auf den diversen Nebenstrecken der HR, die Lokomotive 25 wurde – entsprechend ihrem Namen – Stammlokomotive auf der kurzen Stichstrecke von Dingwall in den Kurort Strathpeffer, nordwestlich von Inverness. Die ursprünglich auf der Strecke eingesetzte Lokomotive der HR-Klasse S wurde nach Wick zur Wick and Lybster Light Railway umstationiert. Um 1920 entfernte die HR die Namen von den beiden Lokomotiven.
Zusammen mit der HR kamen die vier Lokomotiven 1923 zur London, Midland and Scottish Railway, die sie in ihren bisherigen Einsatzgebieten beließ. Ende 1930 wurde die Lokomotive 40 ausgemustert, 15 Jahre später im Oktober 1945 die Lokomotive 46. Die verbliebenen beiden Exemplare kamen 1948 noch in den Bestand von British Railways. Etwa seit Ende des Zweiten Weltkriegs waren beide Maschinen im Depot von Helmsdale an der Far North Line, einer Außenstelle des Depots Inverness, stationiert und bedienten von dort aus die Strecke nach Dornoch, für die sie aufgrund ihrer niedrigen Achslast gut geeignet waren. 1956 wurde die inzwischen mit der Nummer 15051 versehene älteste Lokomotive der Klasse ausgemustert, die letzte Maschine verkehrte weiter vor den wenigen werktäglichen Zugpaaren zwischen dem Bahnhof The Mound und Dornoch. Ein Achsbruch beendete den Einsatz im Januar 1957. Die Lokomotive 55053, die frühere Nummer 45 der HR, war zu dieser Zeit die letzte noch im regulären Dienst eingesetzte Lokomotive der früheren Highland Railway im Bestand von BR. Als Ersatz transferierte BR zwei Lokomotiven der GWR-Klasse 1600 aus der Western Region nach Schottland; sie übernahmen bis zur 1960 erfolgten Stilllegung den Dienst auf der Strecke nach Dornoch. Die letzte Lokomotive der Klasse wurde im Februar 1958 verschrottet.

## Technik
Peter Drummond legte seiner Konstruktion die Dunrobin aus dem Jahr 1895 zugrunde, die bei Sharp, Stewart and Company gebaut worden war. Wie die Dunrobin waren die Lokomotiven der Klasse W typische Vertreter der in Großbritannien für den Einsatz auf Nebenstrecken und im Vorortverkehr weit verbreiteten Tenderlokomotiven der Achsfolge B’2 mit Antrieb durch Innenzylinder mit Stephenson-Steuerung und Flachschiebern. Die Maschinen waren vergleichsweise kleine Vertreter und konnten mit ihrer geringen Achslast auf allen Strecken der Highland Railway eingesetzt werden, auch auf den beiden nur für niedrige Achslasten zugelassenen Light Railways im Netz der HR. Gegenüber der Dunrobin besaß die Klasse W etwas größere Zylinder, sowohl Hub wie Durchmesser wurden um je ein Inch (ca. 2,5 cm) vergrößert. Auch der Kessel und die Feuerbüchse wurden etwas vergrößert, die Sicherheitsventile waren auf dem Dampfdom montiert. Das bei der Dunrobin für den Duke of Sutherland und seine Gäste größer ausgeführte Führerhaus wurde dagegen zugunsten eines größeren Kohlenvorrats verkleinert. Während ihrer gesamten Einsatzzeit blieben die Lokomotiven weitgehend unverändert, es waren die letzten in Inverness in den eigenen Werkstätten der HR erbauten Lokomotiven.